# Fotbalový Klub Drnovice
El FK Drnovice fue un equipo de fútbol de la República Checa que jugó en la Gambrinus liga, la liga de fútbol más importante del país.

## Historia
Fue fundado en el año 1932 en la ciudad de Drnovice, cerca de Vyškov con el nombre Česká sportovní společnost Drnovice y desde esa fecha ha cambiado de nombre varias veces, las cuales han sido:
- 1932 - Česká sportovní společnost Drnovice
- 1948 - Sokol Drnovice
- 1961 - TJ Drnovice
- 1989 - TJ JZD Drnovice
- 1990 - TJ Agro Drnovice
- 1990 - FC Gera Drnovice
- 1993 - FC Olpran Drnovice
- 1993 - FC Petra Drnovice
- 2000 - FK Drnovice
- 2003 - 1. FK Drnovice
- 2006 - 1. FKD
- 2007 - FKD

Antes de la década de los años 1980 era desconocido fuera de su región, militando en la octava categoría de la antigua Checoslovaquia, hasta que Jan Gottvald tomó el control del equipo en 1982, obteniendo ascenso tras ascenso hasta que en 1990 ya jugaba en la Segunda División de Checoslovaquia. Cuando se separó Checoslovaquia, FK Drnovice obtuvo el ascenso a la Gambrinus Liga.
En 1994, Jan Gottvald vendió al equipo a la Compañía Química Chemapol por no contar con fondos para mantener al equipo, pero la compañía quebró en 1999 y vendió al equipo al extenista Tomáš Petera por 15 millones de Coronas Checas, quien 5 años después le regresó el equipo a Jan Gottvald. 
En el nuevo siglo surgieron problemas, desde el año 2000 estaba cerca de la bancarrota y 1 año después Jan Gottvald vendió al equipo a la desconocida compañía Corimex y fue procesado penalmente junto a otros ejecutivos de fraude financiero en febrero de 2002. El problema financiero del equipo era tan grande que tuvo que dar prácticamente regalados a 9 jugadores al Marila Příbram semanas antes del final de aquella temporada, incluyendo al entrenador en ese entonces Karel Jarůšek, descendiendo en esa temporada.
En el año 2004, la compañía suiza Sunstone adquirió al equipo, pero al fracasar con los asociados para tener al equipo, vendieron todo lo que compartían con Jan Gottvald y su hijo por 10 millones de Coronas Checas, con lo que Jan Gottvald no tenía poder en el equipo. En enero del 2006 tenían al máximo sus problemas financieros, a los jugadores no les pagaban desde el julio del 2005 y eventualmente abandonarían el torneo al final de la Temporada. 
A nivel internacional participó en 1 torneo continental, en la Copa UEFA de 2000/01, en la que fue eliminado en la Primera Ronda por el FK Budućnost Banovići de Bosnia y Herzegovina.
En 2007 un grupo de aficionados del club crean al 1. FKD como la reencarnación del club, aunque los logros del club original todavía no son reconocidos por la Federación de República Checa.

## Palmarés

### Torneos Nacionales (1)
- Moravian-Silesian Football League (1): 2003/04
- Subcampeón de la Copa de la República Checa (2): 1995/96, 1997/98

## Participación en competiciones de la UEFA
| Temporada | Torneo   | Ronda          | Club                  | Casa | Visita | Global |
| --------- | -------- | -------------- | --------------------- | ---- | ------ | ------ |
| 2000/01   | UEFA Cup | Clasificatoria | FK Budućnost Banovići | 3-0  | 0-1    | 3-1    |
| 2000/01   | UEFA Cup | 1              | TSV 1860 Múnich       | 0-0  | 0-1    | 0-1    |

## Jugadores

### Jugadores destacados
- Radek Drulák
- Zdeněk Grygera
- Miroslav Kadlec
- Jiří Kaufman
- Luboš Kubík
- Ladislav Maier
- Tomáš Poštulka
- Jaroslav Šilhavý
- Marek Špilár
- Vladimír Weiss

## Entrenadores destacados
- Karel Brückner 1993/94 y 1994/95
- Ján Kocian 1997/98